# ريني إليس
ريني إليس (بالإنجليزية: Rennie Ellis)‏ هو مصور أسترالي، ولد في 1940 في ملبورن في أستراليا، وتوفي بنفس المكان في 2003.

## وصلات خارجية
- الموقع الرسمي